# Hushållsvetenskap
Hushållsvetenskap var ett tvärvetenskapligt ämne som numera ingår i disciplinen kostvetenskap.
Vid institutioner för hushållsvetenskap utbildades exempelvis: dietister, kostekonomer, hemkunskapslärare, hushållslärare, lärare i träslöjd och textilslöjd. 
Forskarutbildningen inom hushållsvetenskapen var inriktad mot samhällsvetenskap, naturvetenskap eller medicinvetenskap. Hushållsvetenskapliga institutioner fanns vid Uppsala universitet, Göteborgs universitet och Umeå universitet.